# Cyrtandra adnata
Cyrtandra adnata är en tvåhjärtbladig växtart som beskrevs av Brian Laurence Burtt. Cyrtandra adnata ingår i släktet Cyrtandra och familjen Gesneriaceae. Inga underarter finns listade i Catalogue of Life.